# Dekanat Kansas City
Dekanat Kansas City – jeden z sześciu dekanatów diecezji Środkowego Zachodu Kościoła Prawosławnego w Ameryce.
Na terytorium dekanatu znajdują się następujące parafie:
- Parafia Narodzenia Matki Bożej w Buckner
- Parafia Narodzenia Matki Bożej w Madison
- Parafia św. Mikołaja w Lawrence
- Parafia Trójcy Świętej w Overland Park
- Parafia Narodzenia Matki Bożej w Desloge
- Parafia św. Tomasza w Springfield
- Parafia św. Michała Archanioła w St. Louis
- Parafia św. Jana Kronsztadzkiego w Lincoln